# Bieńkowice (powiat bocheński)
Bieńkowice – wieś w Polsce położona w województwie małopolskim, w powiecie bocheńskim, w gminie Drwinia.
Po roku 1503 Bieńkowice w Starostwie krzeczowskim.
W latach 1954–1957 wieś należała i była siedzibą władz gromady Bieńkowice, po jej zniesieniu w gromadzie Uście Solne. W latach 1975–1998 miejscowość należała administracyjnie do województwa krakowskiego.

## Zabytki
Obiekt wpisany do rejestru zabytków nieruchomych województwa małopolskiego.
- Zespół dworski: dwór, park. Obiekt parterowy, nakryty dachem czterospadowym pochodzi z przełomu XVIII–XIX wieku[7].